# Ruben Fleischer
Ruben Fleischer, född 1974, är en amerikansk filmregissör.

## Filmografi (i urval)
- 2009 – Zombieland
- 2011 – 30 Minutes or Less
- 2018 – Venom
- 2019 – Zombieland: Double Tap
- 2022 – Uncharted
- 2025 – Now You See Me: Now You Don't